# ديرونس (فلم)
ديرونس (بالفرنسية: Desrances)، هُو فيلم إثارة ودراما بوركينابي صدر سنة 2019، وقد أخرجه أبولين تراوري وأنتجه دنيس كونيو.

## روابط خارجية
- مقالات تستعمل روابط فنية بلا صلة مع ويكي بيانات